# 観音寺 (河内長野市)
観音寺（かんのんじ）は、大阪府河内長野市にある真言宗御室派の寺院。山号は天日山。本尊である木造大日如来坐像が重要文化財に指定されている。

## 歴史・概要
奈良時代の高僧・行基の開基と伝承される。文献では1386年 (至徳3年) から1401年 (応永8年) にかけて写経された「大般若波羅蜜多経」が現存する。また江戸時代・1801年 (享和元年)に刊行された「河内名所図会」によるとかつては多くの堂が建ち並んでいたものの、兵火によって焼失したようである。また市教育委員会の調査によって火事によると推察される焼土層が検出されている。

## 文化財

### 木造大日如来坐像
- 材質はヒノキ、寄木造、像高147.6cm。光背や台座も当時のまま現存。光背は二重円光の周囲を火焔が包んでいる。台座は七重の蓮華からなる。製作手法や様式から平安時代後期の作とされる。1968年 (昭和43年) 4月25日、重要文化財に指定された[2]。

### 大般若経
- 1386年から1401年にかけて写経された「大般若波羅蜜多経」。かつては六百巻あったが、散逸が進み、現在は四百巻余りが残存する。施主には35人の名が見られ、とりわけ室町幕府方の武将であった源朝臣錦部義利は24巻を施す。また筆者では当寺の僧・沙弥広覚が108巻を書き写している。1997年 (平成9年)3月26日、市から有形文化財に指定された。 また、このうちの1巻が岩手県平泉町の毛越寺に所蔵され、同県の有形文化財に指定されている[3]。

## 現地情報

### 所在地
大阪府河内長野市日野1173-1

### アクセス
- 南海高野線河内長野駅からバス・日野コミュニティバス停徒歩2分